# Vietnam Enterprise Investments
Vietnam Enterprise Investments  (LSE:VEIL) est une grande fiducie d'investissement britannique de Dragon Capital (en) spécialisée dans les investissements au Viêt Nam.

## Présentation
Créée en 1995, la société fait partie de l'indice FTSE 250 avec des avoirs supérieurs à 1 milliard de dollars américains,. 
Le président est Wolfgang Bertelsmeier. 

## Actionnaires
Au 16 septembre 2019, les premiers actionnaires sont,,.
| Actionnaire                                                          | Actions    | %      |
| -------------------------------------------------------------------- | ---------- | ------ |
| Fondation Bill et Melinda Gates                                      | 25 049 173 | 11.48% |
| City of London Investment Management Company Ltdd                    | 19 060 670 | 8.74%  |
| Sirius Investment Fund SICAV-SIF                                     | 18 735 556 | 8.59%  |
| Platinum Investment Management Ltd and Platinum World Portfolios Plc | 11 497 443 | 5.27%  |

## Avoirs
En décembre 2018, ses 10 principaux avoirs sont:
| Société                                         | Code     | %      |
| ----------------------------------------------- | -------- | ------ |
| Mobile World Investment Co.                     | HOSE:MWG | 10.83% |
| Vinhomes                                        | HOSE:VHM | 8.01%  |
| Asia Commercial Bank                            | HNX:ACB  | 6.62%  |
| Khang Dien JSC                                  | HOSE:KDH | 6.29%  |
| Military Commercial Joint Stock Bank            | HOSE:MBB | 5.19%  |
| Hòa Phát Group JSC                              | HOSE:HPG | 4.11%  |
| FPT Group                                       | HOSE:FPT | 3.83%  |
| Sabeco                                          | HOSE:SAB | 3.42%  |
| Dat Xanh Real Estate Service Constructions Corp | HOSE:DXG | 2.96%  |
| Vinamilk                                        | HOSE:VNM | 2.85%  |

Parmi les autres avoirs:
| Société                                         | Code     | Réf.  |
| ----------------------------------------------- | -------- | ----- |
| VCSC (Ban Viet Securities)                      | HNX:TC6  | [ 2 ] |
| Phu Nhuan Jewelry                               | HOSE:PNJ | [ 2 ] |
| Viglacera Corporation                           | HNX:VGC  | [ 2 ] |
| Vietnam Innovative Startup Accelerator          | VIISA    | [ 2 ] |
| Saigon Securities Incorporation                 | HOSE:SSI | [ 7 ] |
| Ho Chi Minh City Securities Corp.               | HOSE:HCM | [ 7 ] |
| Vietnam Engine and Agricultural Machinery Corp. | HNX:VEA  | [ 8 ] |